# Social Gospel
Social Gospel is de naam die gegeven wordt aan een theologische stroming binnen de protestantse kerken in de Verenigde Staten van Amerika die haar hoogtepunt kende in de periode 1870-1920. Aanhangers van het Social Gospel pleitten voor meer inzet door de kerken voor de armsten in de samenleving door concrete verbetering van de sociale omstandigheden en meer politieke invloed van de arbeiders. De beweging voor het Social Gospel was verwant met het Christen-socialisme in Groot-Brittannië, Zwitserland en Duitsland. De bekendste vertegenwoordiger was de baptistentheoloog Walter Rauschenbusch.

## Ontstaan
Aanleiding tot het ontstaan van het Social Gospel was de snelle industrialisatie van de Verenigde Staten vanaf 1865 en de vele misstanden die daarmee gepaard gingen. Als grondlegger van het Social Gospel geldt Washington Gladden (1836-1918) die de christelijke ethiek ook van toepassing achtte op de economie. Door gebruik te maken van de gulden regel (“wat gij niet wilt dat u geschiedt, doe dat ook een ander niet”) wilde hij het kapitalistische systeem van binnenuit hervormen.

## Opvattingen
De theologische kern van het Social Gospel vormt een geseculariseerde uitwerking van de Puriteinse theologie over het Koninkrijk Gods. De aanhangers van het Social Gospel meenden dat dit rijk op aarde gerealiseerd moest worden in de vorm van een rechtvaardige samenleving met gelijke kansen voor alle mensen. Zij keerden zich hiermee tegen de evangelicale opvatting dat het heil vooral individueel was en pas in de hemel gerealiseerd zou worden. De meeste aanhangers van het Social Gospel dachten echter wel dat de rechtvaardige samenleving niet zou komen door een radicale verandering van de maatschappelijke (politieke en economische) structuren, maar door verandering van het gedrag van gelovige individuen. In de praktijk zetten zij zich vooral in voor kerkelijk sociaal werk en scholing van de arbeidersklasse. Enkele radicale aanhangers van het Social Gospel kozen expliciet voor het socialisme.
De aanhangers van het Social Gospel hadden doorgaans een optimistisch mensbeeld, namelijk dat de mensen van goede wil waren, en dat zij in staat waren als het ware de hemel op aarde te realiseren. Theologisch stonden zij open voor de moderne Bijbelkritiek, zij accepteerden de evolutietheorie en geloofden in maatschappelijke vooruitgang. Zij behoorden daarmee tot het vrijzinnig christendom. De opkomende fundamentalistische beweging zou uit reactie op de vrijzinnige opvattingen van de Social Gospel-theologen haar oorspronkelijk maatschappijkritische standpunt uit de tijd van de opwekkingsbewegingen verlaten en kiezen voor handhaving van de bestaande maatschappelijke orde.

## Verspreiding en verdwijning
Een belangrijke verspreider van het Social Gospel was de predikant Charles Monroe Sheldon (1857-1946) met zijn boek In His Steps. “What Would Jesus Do?” (New York, 1896) waarvan meer dan 8 miljoen exemplaren verkocht zouden worden. Het tweede deel van de titel werd in het laatste decennium van de 20e eeuw door evangelicale jongeren overgenomen om meer conservatieve standpunten te propageren.
Vanaf de jaren dertig kwam het Social Gospel steeds meer onder kritiek, met name vanwege haar optimisme over aard van de mens en de geringe aandacht voor de structuren die de bestaande maatschappelijke ongelijkheid in stand hielden. Belangrijke critici waren de broers Reinhold en Richard Niebuhr. In Europa kreeg het Social Gospel maar weinig positieve waardering.